# Улюбленець Нью-Йорка
«Улюбленець Нью-Йорка» (англ. The Toast of New York) — американський біографічний фільм 1937 року режисера Ровленда В. Лі з Едвардом Арнольдом, Кері Грантом, Френсіс Фармер і Джеком Окі у головних ролях. Фільм — це вигадана історія життя фінансистів Джеймса Фіска та Едварда С. Стоукса. Сценарій був заснований на книзі «Книга Даніеля Дрю» Бука Вайта та оповіданні «Барони-розбійники» Меттью Джозефсона. Він став першим історичним фільмом Гранта.

## Сюжет
Після громадянської війни в Америці недобросовісні, амбітні партнери Джим Фіск (Арнольд) і Нік Бойд (Грант) умовляють бізнесмена-скнару Деніела Дрю (Дональд Мек) продати їм свою судноплавну компанію, заплативши нічого не вартими облігаціями Конфедерації. Пізніше, стурбований тим, що його давній суперник Корнелій Вандербільт (Кларенс Колб) намагається взяти під контроль його залізницю, Дрю шукає допомоги у Фіска, щоб змусити його повернути ситуацію на свою користь. Зрештою, з Фіском і Бойдом починають рахуватися на Волл-стріт.
Тим часом обидва чоловіки закохуються в артистку Джозі Менсфілд (Фермер). Менсфілд погоджується одружитися з Фіском з вдячності, але насправді закохана у Бойда.
Жадібність Фіска переростає всі розумні межі, він намагається шахраювати на ринку золота. Коли Фіск ігнорує попередження Бойда, той стає проти нього, переживаючи, що паніка загрожує фінансовій системі всієї країни. Нарешті Федеральний уряд втручається, викинувши на ринок масу золота, спричинивши банкрутство Фіска в цьому процесі.

## У ролях
| Актор          | Роль                 |
| -------------- | -------------------- |
| Едвард Арнольд | Джим Фіск            |
| Кері Грант     | Нік Бойд             |
| Френсіс Фармер | Джозі Менсфілд       |
| Джек Окі       | Люк                  |
| Дональд Мік    | Деніел Дрю           |
| Тельма Лідс    | Флорік               |
| Кларенс Колб   | Корнелій Вандербільт |
| Біллі Гілберт  | фотограф             |
| Джордж Ірвінг  | брокер               |

## Виробництво
Фільм спочатку був анонсований як «Барони-розбійники» з Робертом Донатом у головній ролі. Він щойно знявся у «Графі Монте-Крісто» для продюсера Едварда Смолла.
Зйомки фільму мали тривати чотири тижні, але зрештою зайняли п'ятнадцять. Оплата Арнольда складала 10 000 доларів на тиждень, половина з яких пішла Б. П. Шульбергу, який володів його контрактом. Витрати Смолла принесли задоволення Арнольду, якого продюсер відкинув у 1918 році, який прагнув, щоб той став його представником. Витрати на виробництво різко знизились, і зрештою сценаристів було щонайменше сім.

## Сприйняття
Відгуки були неоднозначними. Френк С. Нугент писав, що він «лише відносно розважальний» і «знайома формула шоу Арнольда». У «Вараєті» було сказано: «гарна розвага, попри дурниці, екстравагантність і перебільшення». «Гаррісонс ріпортс» написав, що йому «не вистачає драматичної сили» та несимпатичних персонажів, але пропонує «кілька моментів, які захоплюють». Рассел Малоні з «Нью-Йоркер» назвав цю історію «беззв'язною та безцільною» в діалогах, зауважив щодо «разючих анахронізмів», підсумувавши: «Не рекомендую».
Фільм став комерційним провалом, втрати становили $ 530 000, що зробило його найбільшим невдахою року студії RKO. Це стало причиною звільнення Едварда Смолла з RKO та повернення в United Artists.